# Jonas Rivera
Jonas Rivera američki je filmski producent. U Pixaru radi od 1994. godine, otkada je završio Državno sveučilište u San Franciscu. Najpoznatiji je po produkciji animiranih filmova Nebesa i Izvrnuto obrnuto.

## Životopis
Rivera je rođen u gradu Castro Valley, u Kaliforniji. Već je kao dječak želio postati animator, ali kako je i sam rekao: "Bio sam užasan crtač, a i dalje jesam."
1994. godine, u zadnjoj godini izrade animiranog filma Priča o igračkama, pridružio se Pixarovom produkcijskom timu: Vidio sam film "Luxo Jr." na predavanju i jako mi se svidio. Nakon toga nazvao sam Pixar. Od tada je radio na gotovo svakom Pixarovom filmu, prvo kao koordinator i menadžer. 2009., kao producent filma Nebesa, bio je nominiran za Oscara za najbolji animirani film. Rivera je i producent filma Izvrnuto obrnuto iz 2015. napisanog prema scenariju Petea Doctera.
U braku je sa suprugom Michelle. Imaju troje djece: kćeri Avu i Elsu, i sina Williama.

## Filmografija
- Priča o igračkama (1995.) - pomoćnik glavnog producenta
- Život buba (1998.) - koordinator umjetničkog odjela
- Priča o igračkama 2 (1999.) - koordinator odjela za kreativnost i reklamni menadžer
- Čudovišta iz ormara (2001.). koordinator umjetničkog odjela
- Auti (2006.) - producent, glas Boosta
- Nebesa (2009.) - producent
- Izvrnuto obrnuto (2015.) - producent[8]

## Vanjske poveznice
- Jonas Rivera u internetskoj bazi filmova i filmskih umjetnika IMDb-u